# Kuwait
Kuwait, quốc hiệu là Nhà nước Kuwait, là một quốc gia tại Tây Á. Kuwait nằm tại rìa phía bắc của miền đông bán đảo Ả Rập, và tại đầu vịnh Ba Tư, có biên giới với Iraq và Ả Rập Xê Út. Tính đến  năm 2016, dân số Kuwait đạt 4,2 triệu; trong đó 1,3 triệu người là công dân Kuwait còn 2,9 triệu người là ngoại kiều.
Phát hiện được dầu mỏ tại Kuwait từ năm 1938. Từ năm 1946 đến năm 1982, Kuwait trải qua hiện đại hoá quy mô lớn. Trong thập niên 1980, Kuwait trải qua một giai đoạn bất ổn địa chính trị và một cuộc khủng hoảng kinh tế sau khi thị trường chứng khoán sụp đổ. Năm 1990, Kuwait bị Iraq xâm lược. Thời kỳ Iraq chiếm đóng kết thúc vào năm 1991 sau khi lực lượng liên quân can thiệp quân sự. Sau đó, diễn ra các nỗ lực quy mô lớn nhằm khôi phục kinh tế và tái thiết cơ sở hạ tầng quốc gia.
Kuwait là một tiểu vương quốc lập hiến, có hệ thống chính trị bán dân chủ. Đây là một quốc gia thu nhập cao nhờ có trữ lượng dầu mỏ lớn thứ sáu thế giới. Đồng dinar Kuwait là tiền tệ có giá trị cao nhất thế giới. Hiến pháp Kuwait được ban hành vào năm 1962, khiến Kuwait trở thành quốc gia dân chủ nhất trong khu vực. Kuwait có nhà hát nhạc kịch lớn nhất tại Trung Đông. Trong thế giới Ả Rập, Kuwait thường được mệnh danh là "Hollywood Vùng Vịnh" do tính phổ biến của các phim truyền hình dài tập và sân khấu.

## Lịch sử

### Lịch sử sơ khởi
Trong giai đoạn Ubaid (6500 TCN), Kuwait là trung tâm tương tác giữa cư dân Lưỡng Hà và cư dân miền đông bán đảo Ả Rập vẫn trong thời đồ đá mới, chủ yếu tập trung tại As-Subiya thuộc miền bắc Kuwait. Bằng chứng sớm nhất về việc loài người cư trú tại Kuwait có niên đại từ 8000 TCN, là các công cụ thời kỳ đồ đá giữa phát hiện tại Burgan. As-Subiya là chứng cứ sớm nhất về đô thị hoá tại toàn bộ khu vực bồn địa vịnh Ba Tư. Cư dân Lưỡng Hà lần đầu định cư trên đảo Failaka của Kuwait vào năm 2000 TCN. Thương nhân từ thành phố Ur của Sumer cư trú tại Failaka và điều hành kinh doanh hàng hoá. Trên đảo có nhiều toà nhà theo phong cách đặc trưng giống như các phát hiện có niên đại khoảng 2000 TCN tại Iraq. Cư dân đồ đá mới tại Kuwait nằm trong số các thương nhân hàng hải sớm nhất trên thế giới.
Trong thế kỷ III TCN, người Hy Lạp cổ đại thuộc địa hoá vịnh Kuwait dưới quyền Alexandros Đại đế, người Hy Lạp cổ đại đặt tên cho Kuwait đại lục là Larissa còn Failaka được đặt tên là Ikaros. Năm 224, Kuwait trở thành bộ phận của đế quốc Sassanid Ba Tư. Trong thời kỳ Sassanid cai trị, Kuwait mang tên Meshan, Akkaz là một di chỉ Parthia-Sassanid; phát hiện tháp điểu táng của Hoả giáo tại miền bắc Akkaz.
Năm 1521, Kuwait nằm dưới quyền cai trị của người Bồ Đào Nha. Đến cuối thế kỷ XVI, người Bồ Đào Nha cho xây dựng một khu định cư phòng thủ tại Kuwait. Năm 1613, thị trấn Kuwait được thành lập tại địa điểm mà nay là thành phố Kuwait. Năm 1716, liên minh thị tộc Bani Utub định cư tại Kuwait, khi đó lãnh thổ có một số ngư dân và hoạt động chủ yếu là một làng chài. Trong thế kỷ XVIII, Kuwait thịnh vượng và nhanh chóng trở thành trung tâm thương nghiệp chủ yếu đối với trung chuyển hàng hoá giữa Ấn Độ, Muscat, Baghdad và bán đảo Ả Rập.
Khi quân Ba Tư bao vây Basra (nay thuộc Iraq) vào năm 1775–79, các thương nhân Iraq đến tị nạn tại Kuwait và góp phần vào việc phát triển hoạt động đóng tàu và mậu dịch của Kuwait. Nhờ đó, thương nghiệp hàng hải của Kuwait bùng nổ. Trong giai đoạn từ 1775 đến 1779, các tuyến đường mậu dịch Ấn Độ với Baghdad, Aleppo, Smyrna và Constantinople được chuyển hướng đến Kuwait. Công ty Đông Ấn Anh chuyển hướng đến Kuwait vào năm 1792. Công ty Đông Ấn Anh đảm bảo tuyến hải hành giữa Kuwait, Ấn Độ và duyên hải phía đông châu Phi. Sau khi người Ba Tư triệt thoái khỏi Basra vào năm 1779, Kuwait tiếp tục thu hút hoạt động mậu dịch rời khỏi Basra.
Kuwait là trung tâm ngành đóng tàu trong khu vực vịnh Ba Tư. Vào cuối thế kỷ XVIII và đầu thế kỷ XIX, tàu đóng tại Kuwait chuyên chở hàng hoá giữa các cảng của Ấn Độ, Đông Phi và biển Đỏ. Thuyền của Kuwait nổi danh khắp Ấn Độ Dương.
Quốc gia Kuwait trở thành một lãnh thổ bảo hộ thuộc Anh từ năm 1899 sau thoả ước giữa Sheikh Mubarak Al Sabah và chính phủ Ấn Độ thuộc Anh, do các đe doạ nghiêm trọng từ Ottoman đến nền độc lập của Kuwait.

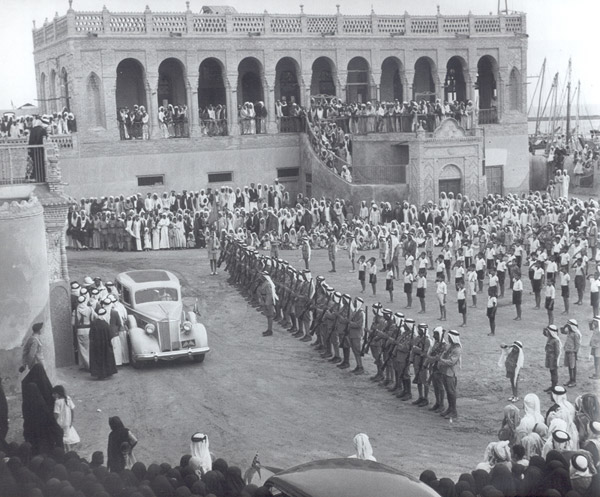
Lễ kỷ niệm tại Cung điện Seif năm 1944.

Sau chiến tranh Kuwait–Najd năm 1919–20, Ibn Saud áp đặt phong toả mậu dịch chống Kuwait từ năm 1923 đến năm 1937. Mục tiêu của triều đình Saud trong cuộc tấn công kinh tế và quân sự lên Kuwait là nhằm thôn tính lãnh thổ Kuwait nhiều nhất có thể. Tại hội nghị Uqair năm 1922, biên giới giữa Kuwait và Najd được định đoạt, song Kuwait không có đại biểu trong hội nghị. Ibn Saud thuyết phục Percy Cox trao cho mình hai phần ba lãnh thổ Kuwait, kết quả là hơn một nửa lãnh thổ Kuwait bị mất sau hội nghị Uqair. Sau hội nghị Uqair, Kuwait vẫn phải chịu phong toả kinh tế và các cuộc tập kích gián đoạn từ triều đình Saud.
Đại khủng hoảng làm tổn hại đến kinh tế Kuwait, bắt đầu từ cuối thập niên 1920. Mậu dịch quốc tế là một trong các nguồn thu nhập chủ yếu của Kuwait trước khi phát hiện dầu mỏ. Các thương nhân Kuwait hầu hết là thương nhân trung gian. Do đó, kinh tế Kuwait chịu tổn thất khi châu Âu suy giảm nhu cầu đối với hàng hoá từ Ấn Độ và châu Phi. Suy thoái trong mậu dịch quốc tế dẫn đến gia tăng buôn lậu vàng trên các tàu Kuwait đến Ấn Độ. Một số gia đình thương nhân Kuwait trở nên giàu có từ việc buôn lậu này. Ngành ngọc trai của Kuwait cũng sụp đổ do khủng hoảng kinh tế toàn cầu. Việc Nhật Bản phát minh ngọc trai nuôi cấy cũng góp phần khiến ngành ngọc trai của Kuwait sụp đổ.

### Thời kỳ 1946–82
Từ năm 1946 đến năm 1982, Kuwait trải qua một giai đoạn thịnh vượng nhờ dầu mỏ và môi trường tự do. Năm 1950, một chương trình công trình công cộng lớn bắt đầu, khiến cho người Kuwait được hưởng tiêu chuẩn sinh hoạt hiện đại. Đến năm 1952, Kuwait trở thành quốc gia xuất khẩu dầu mỏ lớn nhất trong khu vực vịnh Ba Tư. Sự tăng trưởng to lớn này thu hút nhiều công nhân ngoại quốc, đặc biệt là từ Palestine, Ấn Độ và Ai Cập, trong đó Ai Cập đặc biệt mang tính chính trị trong bối cảnh Chiến tranh Lạnh Ả Rập. Trong tháng 6 năm 1961, Kuwait độc lập khi kết thúc chế độ bảo hộ của Anh và sheikh Abdullah Al-Salim Al-Sabah trở thành một emir.Theo các điều khoản của hiến pháp mới được phê chuẩn, Kuwait tổ chức bầu cử nghị viện lần thứ nhất vào năm 1963. Kuwait là quốc gia đầu tiên trong số các quốc gia Ả Rập ven vịnh Ba Tư lập ra hiến pháp và nghị viện.
Vào thập niên 1960 và 1970, Kuwait là quốc gia phát triển nhất trong khu vực. Kuwait đi tiên phong tại Trung Đông về đa dạng hoá thu nhập khỏi xuất khẩu dầu mỏ. Cơ quan Đầu tư Kuwait là quỹ tài sản quốc gia đầu tiên trên thế giới. Từ thập niên 1970 trở đi, Kuwait có thành tích cao nhất trong các quốc gia Ả Rập về chỉ số phát triển con người HDI. Đại học Kuwait được thành lập vào năm 1966. ngành sân khấu của Kuwait nổi tiếng khắp thế giới Ả Rập.
Trong thập niên 1960 và 1970, báo chí Kuwait được mô tả là nằm vào hàng tự do nhất thế giới. Kuwait đi tiên phong trong phục hưng văn học tại khu vực Ả Rập Năm 1958, tạp chí Al Arabi được phát hành lần đầu tiên, sau đó nó trở thành tạp chí phổ biến nhất trong thế giới Ả Rập. Nhiều nhà văn Ả Rập chuyển đến Kuwait vì tại đây họ được hưởng quyền tự do biểu đạt lớn hơn các nơi khác trong thế giới Ả Rập. Xã hội Kuwait đi theo quan điểm tự do và Tây phương trong suốt thập niên 1960 và 1970. Hầu hết nữ giới Kuwait không đeo khăn trùm đầu hijab trong hai thập niên này.

### 1982 đến nay
Vào đầu thập niên 1980, Kuwait trải qua khủng hoảng kinh tế sau khi sụp đổ thị trường chứng khoán Souk Al-Manakh và giá dầu mỏ giảm. Trong chiến tranh Iran-Iraq, Kuwait ủng hộ Iraq. Trong suốt thập niên 1980, có một số cuộc tấn công khủng bố tại Kuwait. Kuwait là một trung tâm của khu vực về khoa học và công nghệ từ thập niên 1960 cho đến đầu thập niên 1980, lĩnh vực nghiên cứu khoa học chịu tổn thất đáng kể do các vụ tấn công khủng bố.

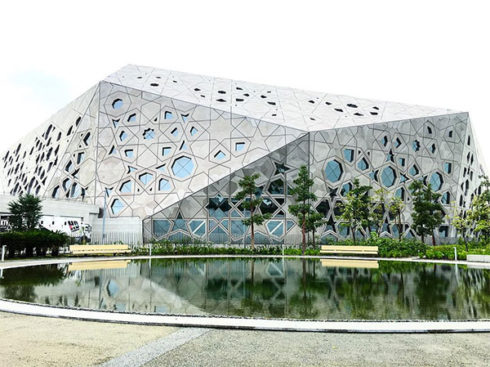
Trung tâm Văn hoá Sheikh Jaber Al-Ahmad.

Sau khi chiến tranh Iran-Iraq kết thúc, Kuwait từ chối yêu cầu của Iraq về việc miễn khoản nợ 65 tỷ USD. Hai quốc gia cạnh tranh về kinh tế sau khi Kuwait tăng sản lượng dầu mỏ lên 40%. Căng thẳng giữa hai bên tăng lên hơn nữa trong tháng 7 năm 1990, sau khi Iraq thưa kiện lên OPEC cho rằng Kuwait ăn trộm dầu mỏ từ một mỏ gần biên giới bằng cách khoan nghiêng.
Trong tháng 8 năm 1990, quân đội Iraq xâm chiếm và sáp nhập Kuwait. Sau một loạt điều đình ngoại giao thất bại, Hoa Kỳ lãnh đạo một liên minh nhằm loại bỏ quân đội Iraq khỏi Kuwait trong Chiến tranh Vùng Vịnh. Ngày 26 tháng 2 năm 1991, liên quân đẩy lui thành công quân đội Iraq. Khi triệt thoái, quân đội Iraq tiến hành chính sách tiêu thổ bằng việc đốt các giếng dầu. Trong thời kỳ Iraq chiếm đóng, có trên 1.000 công dân Kuwait tử nạn. Ngoài ra, còn có trên 600 người Kuwait mất tích,
Trong tháng 3 năm 2003, Kuwait trở thành bàn đạp cho cuộc xâm chiếm Iraq do Hoa Kỳ lãnh đạo. Đến khi Tiểu vương Jaber từ trần vào tháng 1 năm 2006, Saad Al-Sabah kế vị song bị nghị viện Kuwait phế truất chín ngày sau đó vì sức khoẻ yếu. Sabah Al-Sabah tuyên thệ làm tiểu vương.
Từ năm 2001 đến năm 2009, Kuwait có chỉ số phát triển con người HDI cao nhất trong thế giới Ả Rập. Năm 2005, nữ giới Kuwait giành được quyền bỏ phiếu và tranh cử trong các cuộc tuyển cử. Năm 2014 và 2015, Kuwait xếp hạng nhất trong các quốc gia Ả Rập theo Báo cáo khoảng cách giới tính toàn cầu. Trong tháng 6 năm 2015, một vụ đánh bom tự sát diễn ra tại Thánh đường Al Sadiq.
Trong tháng 10 năm 2016, Trung tâm Văn hoá Sheikh Jaber Al-Ahmad được khai trương. Đây là trung tâm văn hoá lớn nhất tại Trung Đông.

## Văn hoá
Văn hoá đại chúng Kuwait phát triển và thậm chí xuất khẩu sang các quốc gia lân cận, với các thể loại sân khấu, phát thanh, âm nhạc và phim truyền hình dài tập. Trong các quốc gia Ả Rập Vùng Vịnh, văn hoá Kuwait gần gũi nhất với văn hoá Bahrain; được chứng thực trong liên kết mật thiết giữa hai quốc gia trong các tác phẩm sân khấu và phim truyền hình dài tập. Trong thế giới Ả Rập, Kuwait thường được mệnh danh là "Hollywood Vùng Vịnh" do tính phổ biến của các phim truyền hình và sân khấu của quốc gia này.
Ngành phim truyền hình của Kuwait đứng đầu tại Vùng Vịnh, sản xuất tối thiểu 15 bộ mỗi năm. Hầu hết các phim truyền hình Vùng Vịnh được quay phim tại Kuwait. Phim truyền hình dài tập Kuwait được xem nhiều nhất tại Vùng Vịnh. Phim truyền hình dài tập phổ biến nhất là trong thời kỳ Ramadan, khi các gia đình tụ tập ăn sáng. Mặc dù thường diễn đạt bằng phương ngữ Kuwait, song chúng giành được thành công xa đến tận Tunisia.
Kuwait là quốc gia duy nhất tại Vùng Vịnh có truyền thống sân khấu. Phong trào sân khấu tại Kuwait là một bộ phận lớn trong sinh hoạt văn hoá quốc gia. Các hoạt động sân khấu tại Kuwait bắt đầu từ thập niên 1920 khi vở kịch nói đầu tiên được công diễn. Các hoạt động sân khấu vẫn phổ biến cho đến nay. Kuwait là trung tâm đào tạo sân khấu và phối cảnh chính tại khu vực Vùng Vịnh. Năm 1973, Học viện cao cấp về Nghệ thuật Sân khấu được chính phủ thành lập. Chính phủ Kuwait trợ cấp cho sân khấu, trước đây thông qua Bộ Công tác Xã hội và nay là qua Hội đồng Quốc gia về Văn hoá, Nghệ thuật và Văn học (NCCAL).
Kuwait có phong trào nghệ thuật đương đại lâu năm nhất trên bán đảo Ả Rập. Năm 1936, Kuwait là quốc gia Vùng Vịnh đầu tiên cấp học bổng về nghệ thuật. Bảo tàng Nghệ thuật Đương đại Kuwait được khánh thành vào năm 2003. Kuwait có hơn 20 nhà triển lãm nghệ thuật. Nhà triển lãm Sultan là nhà triển lãm Ả Rập chuyên nghiệp đầu tiên tại Vùng Vịnh. Kuwait International Biennial được khởi đầu vào năm 1967, thu hút trên 20 quốc gia Ả Rập và bên ngoài tham dự hai năm một lần..
Âm nhạc Kuwait truyền thống phản ánh di sản hàng hải của quốc gia, được biết đến với các thể loại như "fijiri" và "sawt". Kuwait đi tiên phong trong âm nhạc đương đại tại Vùng Vịnh, Saleh và Daoud Al-Kuwaity là các nhạc sĩ tiên phong, họ từng viết hơn 650 bài hát, nhiều trong số đó được nhìn nhận là truyền thống và vẫn được phát hàng ngày trên sóng phát thanh tại Kuwait cũng như thế giới Ả Rập. Âm nhạc Kuwait có ảnh hưởng đáng kể đến âm nhạc các quốc gia Ả Rập Vùng Vịnh khác. Kuwait có một số thể chế hàn lâm chuyên về giáo dục âm nhạc. Học viện cao cấp về Nghệ thuật Âm nhạc được chính phủ Kuwait thành lập, ngoài ra Học viện Giáo dục Cơ bản cung cấp đào tạo cử nhân về giáo dục âm nhạc. Kuwait tổ chức một số lễ hội âm nhạc, trong đó có Lễ hội Âm nhạc Quốc tế Liên hoan Âm nhạc Vùng Vịnh được tổ chức hai năm một lần, có sự tham gia của các nhạc sĩ jazz nổi danh quốc tế và nhạc sĩ địa phương.
Bait Al-Othman là bảo tàng lớn nhất chuyên về lịch sử Kuwait. Một số bảo tàng Kuwait được dành cho nghệ thuật, nổi tiếng nhất là Bảo tàng Nghệ thuật Hiện đại tại thủ đô. Bảo tàng Quốc gia Kuwait được thành lập vào năm 1983, được mô tả là "không được tận dụng và chú ý". Nhiều bảo tàng tại Kuwait là cơ sở tư nhân. Tương phản với cách tiếp cận từ trên xuống dưới tại các quốc gia Vùng Vịnh khác, phát triển bảo tàng tại Kuwait phản ánh nhận thức lớn hơn về bản sắc công dân và biểu thị sức mạnh của xã hội dân sự tại Kuwait, vốn sản sinh nhiều doanh nghiệp văn hoá độc lập thay cho các nỗ lực của chính phủ.
Bóng đá là môn thể thao phổ biến nhất tại Kuwait. Hiệp hội bóng đá Kuwait (KFA) điều hành các đội tuyển nam, nữ và futsal quốc gia. Giải Ngoại hạng Kuwait là giải đấu cao nhất của bóng đá Kuwait, với 18 đội tham gia. Kuwait từng vô địch Cúp bóng đá châu Á 1980, giành vị trí á quân trong Cúp bóng đá châu Á 1976, và đứng thứ ba tại Cúp bóng đá châu Á 1984. Kuwait từng tham dự Giải bóng đá vô địch thế giới 1982. Bóng rổ là một trong các môn thể thao phổ biến nhất, quốc gia này tham gia thi đấu bóng rổ quốc tế từ năm 1959. Đội tuyển quốc gia từng nhiều lần tham gia Giải vô địch bóng rổ châu Á. Giải bóng rổ hạng I Kuwait là giải bóng rổ chuyên nghiệp cao nhất tại Kuwait. Cricket và rugby liên hiệp là các môn thể thao đang phát triển. Bóng ném được nhìn nhận phổ biến là biểu tượng quốc gia của Kuwait.
Truyền thông Kuwait được phân loại là "tự do một phần" trong nghiên cứu về tự do báo chí của Freedom House. Truyền thông Kuwait được đánh giá là tự do nhất tại khu vực vịnh Ba Tư. Kuwait liên tục được xếp hạng là có truyền thông tự do nhất trong thế giới Ả Rập. Khi xét theo bình quân đầu người, Kuwait sản xuất nhiều báo chí hơn các quốc gia láng giềng. Tồn tại giới hạn cho tự do báo chí tại Kuwait; dù được phép chỉ trích chính phủ và thành viên hoàng gia, song nhiều người bị giam cầm vì tội phỉ báng tiểu vương. Thông tấn xã Kuwait (KUNA) là cơ quan truyền thông lớn nhất Kuwait. Kuwait có 15 kênh truyền hình vệ tinh, có bốn kênh trong đó do Bộ Thông tin kiểm soát. Đài Truyền hình Kuwait (KTV) của nhà nước phát sóng màu vào năm 1974 và vận hành 5 kênh truyền hình (2010). Đài Phát thanh Kuwait cung cấp chương trình tin tức hàng ngày bằng một số ngôn ngữ gồm Ả Rập, Ba Tư, Urdu và Anh.

## Chính trị
Kuwait là một tiểu vương quốc lập hiến, có hệ thống chính trị bán dân chủ. Emir (tiểu vương) là nguyên thủ quốc gia. Hệ thống chính trị được phân chia giữa nghị viện tuyển cử và chính phủ được bổ nhiệm. Hiến pháp Kuwait được ban hành vào năm 1962. Kuwait nằm trong số các quốc gia tự do nhất tại Trung Đông xét theo tự do dân sự và quyền lợi chính trị. Freedom House xếp hạng quốc gia này là "tự do một phần" trong nghiên cứu Tự do trên Thế giới.
Kuwait là quốc gia dân chủ nhất trong khu vực, có khu vực công mạnh và xã hội dân sự tích cực, với các tổ chức chính trị và xã hội đóng vai trò là đảng phái trên thực tế. Các tổ chức chuyên nghiệp như Phòng Thương mại duy trì tự quản đối với chính phủ. Hiến pháp Kuwait là hiến pháp tự do nhất trong Hội đồng Hợp tác vùng Vịnh.
Quốc hội Kuwait là cơ quan lập pháp và có quyền giám sát, gồm 50 thành viên được bầu ra bốn năm một lần. Do Quốc hội có thể tiến hành điều tra hành động của chính phủ và thông qua nghị quyết bất tín nhiệm, hoạt động kiểm tra và cân bằng diễn ra mạnh mẽ tại Kuwait. Quốc hội có thể bị giải tán theo một loạt các điều kiện dựa theo hiến pháp. Toà án hiến pháp và tiểu vương đều có quyền giải tán quốc hội, song toà án hiến pháp có thể vô hiệu hoá quyết định giải tán của tiểu vương.
Quyền lực hành pháp thuộc về chính phủ, tiểu vương bổ nhiệm thủ tướng, thủ tướng chọn các bộ trưởng. Theo hiến pháp, có ít nhất một bộ trưởng là nghị viên quốc hội. Quốc hội thường nghiêm khắc về trách nhiệm của chính phủ, các bộ trưởng thường xuyên bị chất vấn và buộc phải từ chức. Kuwait có chính phủ trách nhiệm và minh bạch hơn các quốc gia Vùng Vịnh khác.
Hệ thống tư pháp trên danh nghĩa độc lập với hành pháp và tư pháp, và toà án hiến pháp chịu trách nhiệm phân xử về tính phù hợp của các luật lệnh với hiến pháp. Độc lập tư pháp bị nghi vấn, dù cho toà án hiến pháp được nhận định phổ biến là một trong các toà án độc lập về tư pháp nhất trong thế giới Ả Rập. Toà án hiến pháp có quyền giải tán quốc hội và vô hiệu hoá các sắc lệnh của tiểu vương.
Nữ giới Kuwait bị hạn chế tham gia chính trị, song họ nằm trong những nữ giới được giải phóng nhất tại Trung Đông. Trong năm 2014 và 2015, Kuwait xếp hạng nhất trong các quốc gia Ả Rập theo Báo cáo khoảng cách giới tính toàn cầu. Năm 2013, 53% nữ giới Kuwait tham gia thị trường lao động. Nữ giới Kuwait tham gia thị trường lao động nhiều hơn so với các quốc gia Ả Rập Vùng Vịnh khác.
Các tổ chức chính trị và khối bầu cử nghị viện được tồn tại, song hầu hết ứng cử viên tranh cử với tư cách độc lập. Đến khi đắc cử, nhiều đại biểu lập các khối bỏ phiếu trong Quốc hội. Pháp luật Kuwait không công nhận các chính đảng. Tuy nhiên, một số tổ chức chính trị hoạt động như chính đảng, và tồn tại các khối trong quốc hội. Các chính đảng thực tế cỡ lớn gồm có Liên minh Dân chủ Quốc gia, Khối Hành động Nhân dân, Hadas (Anh em Hồi giáo Kuwait), Liên minh Hồi giáo Quốc gia và Liên minh Công lý và Hoà bình.
Kuwait theo hệ thống dân luật, phỏng theo hệ thống tư pháp của Pháp, Hệ thống tư pháp của Kuwait phần lớn là thế tục. Luật Sharia chỉ chi phối luật gia đình cho cư dân Hồi giáo, người phi Hồi giáo tại Kuwait theo luật gia đình thế tục. Đối với việc áp dụng luật gia đình, tồn tại ba loại toà án riêng biệt là Sunni, Shia và phi Hồi giáo. Theo Liên Hợp Quốc, hệ thống tư pháp Kuwait pha trộn giữa thông luật Anh, dân luật Pháp, dân luật Ai Cập và luật Hồi giáo.
Nhân quyền tại Kuwait chịu các chỉ trích, đặc biệt là liên quan đến quyền lợi của công nhân ngoại quốc. Ngoại kiều chiếm khoảng 70% tổng dân số Kuwait, hệ thống kafala khiến cho công nhân ngoại quốc dễ bị lợi dụng. Kuwait có pháp luật lao động tự do nhất trong số các quốc gia Ả Rập Vùng Vịnh. Do đó, Tổ chức Lao động Quốc tế loại bỏ Kuwait khỏi danh sách quốc gia vi phạm quyền lợi công nhân.
Kuwait trở thành thành viên thứ 111 của Liên Hợp Quốc vào tháng 5 năm 1963. Đây là một thành viên lâu năm của Liên đoàn Ả Rập và Hội đồng Hợp tác Vùng Vịnh. Trước chiến tranh Vùng Vịnh, Kuwait là quốc gia "thân Liên Xô" duy nhất tại khu vực vịnh Ba Tư. Kuwait đóng vai trò trung gian cho Liên Xô với các quốc gia Ả Rập Vùng Vịnh khác, và Kuwait được sử dụng để chứng tỏ lợi ích của lập trường thân Xô. Trong tháng 7 năm 1987, Kuwait từ chối cho phép đặt căn cứ quân sự Hoa Kỳ trên lãnh thổ của mình. Do chiến tranh Vùng Vịnh, quan hệ giữa Kuwait với Hoa Kỳ được cải thiện và hiện có hàng nghìn nhân viên quân sự và nhà thầu Hoa Kỳ trong các hạ tầng quân sự của Hoa Kỳ.
Quân đội Kuwait có nguồn gốc từ kỵ binh và bộ binh phòng vệ từ đầu thế kỷ XX, các kỵ binh và bộ binh này hình thành lực lượng phòng thủ và an ninh tại các khu vực đô thị, chịu trách nhiệm bảo vệ các tiền đồn bên ngoài tường thành Kuwait. Quân đội Kuwait có một số lực lượng phòng thủ chung, các thể chế quản lý là Bộ Quốc phòng, Bộ Nội vụ, Vệ binh Quốc gia, và Ban Cứu hỏa. Tiểu vương là tổng tư lệnh các lực lượng phòng thủ. Ngay cả trong tình huống bất lợi nhất như chiến tranh, quân đội cũng cần phải được tiểu vương đồng ý để di chuyển.
Kuwait được chia thành sáu tỉnh, các tỉnh được chia tiếp thành các khu vực.
|                       |
| Tỉnh                  |
| 1- Al Asimah (thủ đô) |
| 2- Hawalli            |
| 3- Farwaniya          |
| 4- Mubarak Al-Kabeer  |
| 5- Ahmadi             |
| 6- Jahra              |

## Địa lý

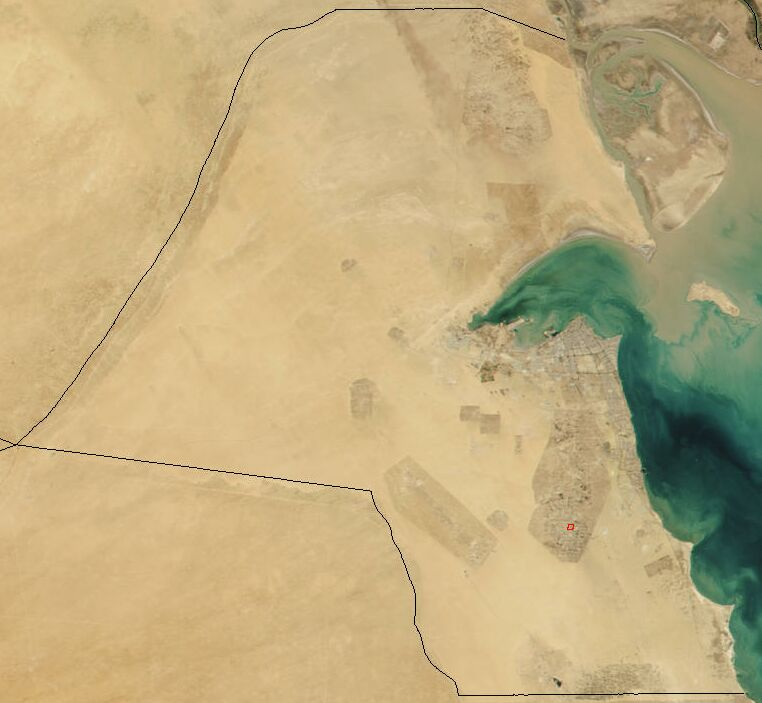
Hình ảnh vệ tinh Kuwait cho thấy địa hình hoang mạc tại đây, năm 2001

Kuwait nằm tại góc đông bắc của bán đảo Ả Rập, là một trong các quốc gia nhỏ nhất thế giới về diện tích. Kuwait nằm giữa vĩ tuyến 28° và 31° Bắc, và giữa kinh tuyến 46° và 49° Đông. Hoang mạc Ả Rập bằng phẳng và nhiều cát bao phủ hầu hết Kuwait. Kuwait thường có độ cao thấp, với điểm cao nhất đạt 306 m trên mực nước biển.
Kuwait có chín đảo, ngoại trừ đảo Failaka thì các đảo còn lại đều không có người ở. Đảo Bubiyan có diện tích 860 km², là đảo lớn nhất Kuwait và liên kết với đại lục qua một cầu dài 2380 m. 0,6% diện tích đất của Kuwait được cho là có thể canh tác cùng với thảm thực vật thưa thớt dọc theo 499 km bờ biển. Thành phố Kuwait nằm ven vịnh Kuwait, là một bến cảng nước sâu tự nhiên.
Mỏ dầu Burgan của Kuwait có trữ lượng dầu chứng minh là khoảng 70 tỷ thùng. Trong sự kiện đốt mỏ dầu Kuwait năm 1991, trên 500 hồ dầu được tạo ra, bao phủ diện tích bề mặt tổng cộng là 35,7 km². Đất bị nhiễm bẩn do dầu và muối tích tụ khiến phần phía đông và đông nam của Kuwait không thể ở được. Cát và bã dầu biến đổi các khu vực lớn của Kuwait từ hoang mạc sang bề mặt nửa nhựa đường. Tràn dầu trong chiến tranh Vùng Vịnh cũng tác động trầm trọng đến tài nguyên hải dương của Kuwait.
Mùa xuân vào tháng 3 ấm và thỉnh thoảng có bão tố. Gió thường xuyên từ hướng tây bắc có đặc điểm lạnh vào mùa đông và nóng vào mùa hè. Gió ẩm đông nam xuất hiện từ tháng 7 đến tháng 10. Gió nam nóng khô chiếm ưu thế vào cuối xuân và đầu hè. Một loại gió tây bắc thường xuất hiện trong tháng 6 và 7 là shamal gây ra bão cát mạnh. Mùa hè tại Kuwait đôi khi ở mức nóng nhất thế giới, nhiệt độ cao nhất từng ghi nhận được là 54,4 °C, là nhiệt độ cao nhất từng ghi nhận được tại châu Á. Kuwait có mùa đông lạnh hơn so với các quốc gia GCC khác do có vị trí nằm tại phía bắc gần Iraq và Iran.
Kuwait có năm khu vực bảo tồn được IUCN công nhận. Khi Kuwait ký kết Công ước Ramsar, khu dự trữ Mubarak al-Kabeer trên đảo Bubyan được xác định là vùng đất ngập nước quan trọng quốc tế. Khu dự trữ rộng 50.948 ha gồm các phá và đầm lầy mặn nông có quy mô nhỏ và quan trọng do là nơi dừng chân của chim di cư. Khu dự trữ là nơi sinh sản lớn nhất thế giới của loài Dromas ardeola.
Có trên 363 loài chim được ghi nhận tại Kuwait, 18 loài trong số đó sinh sản tại đây. Kuwait nằm tại nơi giao nhau của một số tuyến đường chim di cư lớn và có từ hai đến ba triệu con chim bay qua mỗi năm. Các đầm lầy tại miền bắc Kuwait và Jahra ngày càng trở nên quan trọng với vai trò là nơi trú ẩn cho di cư qua lại. Các đảo của Kuwait là các khu vực sinh sản quan trọng đối với bốn loài nhàn và chim cốc Socotra. Hệ sinh thái hải dương và duyên hải của Kuwait chứa phần lớn di sản đa dạng sinh học của quốc gia. 18 loài thú được tìm thấy tại Kuwait; các loài động vật như Linh dương Gazelle, thỏ sa mạc và nhím gai phổ biến trong hoang dã. Các loài ăn thịt cỡ lớn như sói, linh miêu, chó rừng hiện cực kỳ hiếm gặp. Trong số các loài thú gặp nguy hiểm có cáo đỏ và mèo hoang. Nguyên nhân khiến động vật hoang dã tuyệt chủng là môi trường bị tàn phá và săn bắn không kiểm soát quy mô lớn. Bốn mươi loài bò sát được ghi nhận song không có loài nào là đặc hữu của Kuwait.

### Nước và khử muối
Kuwait không có sông chảy thường xuyên, chỉ có một số wadi (thung lũng sông thường cạn), nổi tiếng nhất là al Batin tạo thành biên giới giữa Kuwait và Iraq. Kuwait dựa vào nước khử muối làm nguồn nước sạch chính để uống và mục đích dân dụng. Kuwait có hơn sáu nhà máy khử muối. Kuwait là quốc gia đầu tiên trên thế giới sử dụng khử muối để cung cấp nước cho nhu cầu dân dụng quy mô lớn. Lịch sử khử muối tại Kuwait có từ năm 1951.
Năm 1965, chính phủ Kuwait uỷ quyền cho một công ty Thuỵ Điển phát triển và thi hành một kế hoạch về hệ thống cung cấp nước hiện đại cho thành phố Kuwait. Công ty xây dựng năm nhóm tháp nước, tổng cộng có 31 tháp. Địa điểm thứ sáu được Sheikh Jaber Al-Ahmed yêu cầu có thiết kế ngoạn mục hơn. Nhóm cuối cùng này mang tên Tháp Kuwait, gồm có ba tháp và hai trong số đó là tháp nước. Nước từ nơi khử muối được bơm vào tháp. 33 tháp có dung tích tiêu chuẩn là 102.000 m³ nước. Các tháp nước được tặng giải Aga Khan về kiến trúc năm 1980.
Tài nguyên nước sạch của Kuwait hạn chế trong nước ngầm, nước biển khử muối, và nước thải được xử lý. Có ba nhà máy xử lý nước thải lớn tại Kuwait. Hầu hết nhu cầu về nước hiện được đáp ứng thông qua các nhà máy lọc nước biển. Hệ thống xử lý nước thải quốc gia bao phủ 98% hạ tầng trong nước.

## Kinh tế
Kuwait có kinh tế phụ thuộc vào dầu mỏ,là sản phẩm xuất khẩu chính. Đồng dinar Kuwait là tiền tệ có giá trị cao nhất thế giới. Theo Ngân hàng Thế giới, Kuwait nằm trong số các quốc gia giàu nhất xét theo GDP (PPP) bình quân. Kuwait là quốc gia giàu có thứ nhì trong Hội đồng Hợp tác Vùng Vịnh xét theo GDP bình quân (sau Qatar). Dầu mỏ chiếm một nửa GDP và 90% thu nhập chính phủ.
Trong những năm gần đây, xuất hiện gia tăng đáng kể trong khai sáng sự nghiệp và khởi nghiệp kinh doanh nhỏ tại Kuwait. Khu vực kinh tế phi chính thức cũng gia tăng, chủ yếu do tính phổ biến của kinh doanh qua mạng.
Kuwait là quốc gia viện trợ kinh tế nhiều cho quốc tế thông qua Quỹ Kuwait về Phát triển Kinh tế Ả Rập, một thể chế tự quản của nhà nước được tạo ra vào năm 1961 theo mô hình các cơ quan phát triển quốc tế. Năm 1974 nhiệm vụ cho vay của quỹ được mở rộng ra toàn bộ các quốc gia đang phát triển.
Kuwait có trữ lượng dầu thô chứng minh là 104 tỷ thùng, ước tính chiếm 10% trữ lượng thế giới. Theo hiến pháp, toàn bộ tài nguyên thiên nhiên trong nước là tài sản quốc gia.
Kuwait có hệ thống y tế được nhà nước tài trợ, theo đó công dân Kuwait được điều trị miễn phí. Tồn tại các phòng khám ngoại trú trong mỗi khu vực dân cư Kuwait. Một chương trình bảo hiểm công cộng tồn tại nhằm cung cấp chăm sóc y tế chi phí thấp cho ngoại kiều. Các nhà cung cấp dịch vụ y tế tư nhân cũng điều hành các hạ tầng y tế tại nước này, khả dụng đối với thành viên của chương trình bảo hiểm tương ứng. Kuwait có 29 bệnh viện công. Nhiều bệnh viện mới đang được xây dựng. Bệnh viện Sheikh Jaber Al-Ahmad là bệnh viện lớn nhất Trung Đông.
Lĩnh vực nghiên cứu khoa học của Kuwait đang phát triển. Đến năm 2017, Kuwait đã đăng ký 284 bằng sáng chế, cao thứ nhì trong thế giới Ả Rập, sau Ả Rập Xê Út.

### Tài chính
Cơ quan Phát triển Kuwait (KIA) là quỹ tài sản quốc gia của Kuwait chuyên về đầu tư nước ngoài. KIA là quỹ tài sản quốc gia lâu năm nhất thế giới. Kể từ năm 1953, chính phủ Kuwait đã đầu tư trực tiếp đến châu Âu, Hoa Kỳ và châu Á-Thái Bình Dương. Tính đến  năm 2015, số cổ phần họ nắm giữ trị giá 592 tỷ USD. Đây là quỹ tài sản quốc gia lớn thứ 5 thế giới. Kuwait ở vị trí dẫn đầu về ngành tài chính trong Hội đồng Hợp tác Vùng Vịnh. Tiểu vương đề xướng ý tưởng rằng Kuwait sẽ tập trung vào năng lực tài chính trong phát triển kinh tế.
Ưu thế lịch sử của Kuwait (trong các nền quân chủ Vùng Vịnh) về tài chính bắt nguồn từ khi thành lập Ngân hàng Quốc gia Kuwait vào năm 1952. Đây là công ty mậu dịch công cộng địa phương đầu tiên tại khu vực vịnh Ba Tư. Vào cuối thập niên 1970 và đầu thập niên 1980, thị trường chứng khoán Souk Al-Manakh xuất hiện tại Kuwait, giao dịch cổ phần của các công ty Vùng Vịnh. Vào thời đỉnh cao, vốn hoá thị trường của nó đứng thứ ba thế giới, chỉ sau Hoa Kỳ và Nhật Bản.
Kuwait có ngành quản lý tài sản lớn và nổi bật trong khu vực. Các công ty đầu tư của Kuwait quản lý nhiều tài sản nhất trong Hội đồng Hợp tác Vùng Vịnh, lớn hơn nhiều Ả Rập Xê Út. Trung tâm Tài chính Kuwait tính toán thô rằng các hãng Kuwait chiếm hơn một phần ba tổng số tài sản được quản lý trong Hội đồng Hợp tác Vùng Vịnh. Sức mạnh tương đối của Kuwait trong ngành tài chính kéo dài nhờ thị trường chứng khoán. Trong nhiều năm, tổng giá trị của toàn bộ các công ty niêm yết trên sàn chứng khoán Kuwait vượt xa giá trị của các thị trường GCC khác, ngoại trừ Ả Rập Xê Út. Năm 2011, các công ty tài chính và ngân hàng chiếm hơn một nửa vốn hoá thị trường của thị trường chứng khoán Kuwait; trong các quốc gia Vùng Vịnh, vốn hoá thị trường của các hãng tài chính Kuwait chỉ sau Ả Rập Xê Út. Trong thời gian gần đây, các công ty đầu tư Kuwait tiến hành đầu tư tỷ lệ lớn tài sản của họ ra nước ngoài, và tài sản của họ tại nước ngoài trở nên lớn hơn đáng kể so với tài sản của họ trong nước.

### Du lịch
Du lịch đóng góp 1,5% cho GDP (2015). Năm 2015, ngành du lịch tạo ra gần 500 triệu USD doanh thu. Hầu hết du khách là công dân các quốc gia GCC, đặc biệt là Ả Rập Xê Út và Các tiểu vương quốc Ả Rập Thống nhất. Lễ hội "Hala Febrayer" thường niên thu hút nhiều du khách từ các quốc gia GCC láng giềng, và gồm có nhiều thể loại sự kiện như hoà nhạc, diễu hành, và carnival. Lễ hội kéo dài trong một tháng nhằm kỷ niệm giải phóng Kuwait, kéo dài trong tháng 2, ngày Giải phóng là ngày 26 tháng 2.
Thành phố biển Sabah Al-Ahmad là một dự án du lịch quy mô lớn tại Khiran. Một khu vực văn hoá dân tộc mới đang được xây dựng. Trung tâm Văn hoá Sheikh Jaber Al-Ahmad là trung tâm văn hoá lớn nhất tại Trung Đông. Du thuyền là một hoạt động phổ biến, Kuwait là thị trường tàu thư giãn lớn nhất tại Vùng Vịnh.

### Giao thông
Kuwait có mạng lưới xa lộ rộng khắp và hiện đại, đường bộ kéo dài 5.749 km, trong đó 4.887 được trải bề mặt. Kuwait có trên 2 triệu xe chở khách, và 500.000 taxi, bus và xe tải được sử dụng. Trên nhiều xa lộ, tốc độ tối đa là 120 km/h. Do không có hệ thống đường sắt tại Kuwait, hầu hết người dân đi lại bằng ô tô.

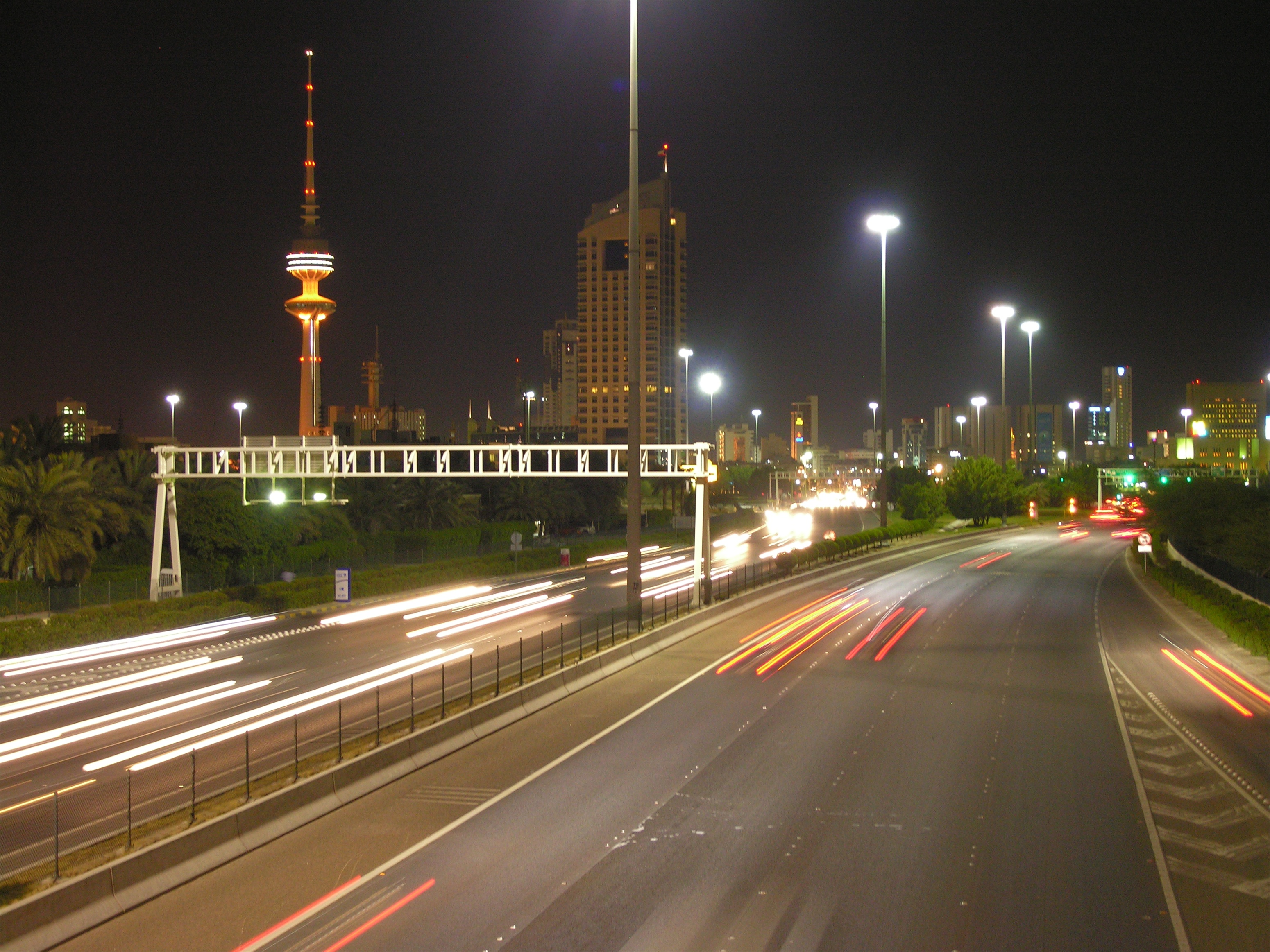
Một xa lộ tại thành phố Kuwait.

Mạng lưới giao thông công cộng của Kuwait gần như hoàn toàn là các tuyến xe buýt. Công ty Giao thông công cộng Kuwait quốc doanh được thành lập vào năm 1962. Công ty vận hành các tuyến buýt địa phương trên khắp Kuwait cũng như có dịch vụ đường dài đến các quốc gia Vùng Vịnh khác. Công ty buýt tư nhân chủ yếu là CityBus, họ điều hành khoảng 20 tuyến trên toàn quốc. Một công ty buýt tư nhân khác là Kuwait Gulf Link Public Transport Services, khai trương vào năm 2006. Họ điều hành các tuyến buýt địa phương khắp Kuwait và dịch vụ đường dài đến các quốc gia Ả Rập khác.
Kuwait có hai sân bay, sân bay quốc tế Kuwait có vai trò là trung tâm chính về lữ hành hàng không quốc tế. Kuwait Airways là hãng quốc doanh, và là công ty hàng không lớn nhất Kuwait. Một phần tổ hợp sân bay được xác định là căn cứ không quân Al Mubarak, gồm trụ sở của Không quân Kuwait và Bảo tàng Không quân Kuwait. Năm 2004, hãng hàng không tư nhân đầu tiên của Kuwait là Jazeera Airways được khai trương. Năm 2005, hãng hàng không tư nhân thứ hai là Wataniya Airways được thành lập.
Kuwait có ngành đóng tàu vào hàng lớn nhất trong khu vực. Cơ quan công cộng cảng Kuwait quản lý và điều hành các cảng khắp Kuwait. Hải cảng thương mại chủ yếu của Kuwair là Shuwaikh và Shuaiba, lượng xử lý hàng hoá tổng cộng đạt 753.334 TEU vào năm 2006. Mina Al-Ahmadi là cảng lớn nhất quốc gia, chuyên chở hầu hết xuất khẩu dầu mỏ của Kuwait.

### Giáo dục
Kuwait có tỷ lệ biết chữ cao nhất trong thế giới Ả Rập. Hệ thống giáo dục phổ thông gồm có bốn cấp: mầm non (2 năm), tiểu học (5 năm), sơ trung (4 năm) và trung học (3 năm). Giáo dục tại cấp tiểu học và sơ trung là bắt buộc đối với trẻ 6-14 tuổi. Tất cả các cấp giáo dục đều miễn phí, bao gồm đại học. Tính lưu động quốc tế của sinh viên Kuwait nằm gần mức kỷ lục.
Hệ thống trường công đang được cải tạo theo một dự án liên kết với Ngân hàng Thế giới. Năm 2013, chính phủ Kuwait phát động một dự án thí điểm tại 48 trường học mang tên Khung chương trình Quốc gia.

## Nhân khẩu
| Tôn giáo tại Kuwait (2016) | Tôn giáo tại Kuwait (2016) | Tôn giáo tại Kuwait (2016) | Tôn giáo tại Kuwait (2016) | Tôn giáo tại Kuwait (2016) |
| -------------------------- | -------------------------- | -------------------------- | -------------------------- | -------------------------- |
|                            |                            |                            |                            |                            |
| Hồi giáo                   | Hồi giáo                   |                            | 99.98%                     | 99.98%                     |
| Cơ đốc giáo                | Cơ đốc giáo                |                            | 0.02%                      | 0.02%                      |

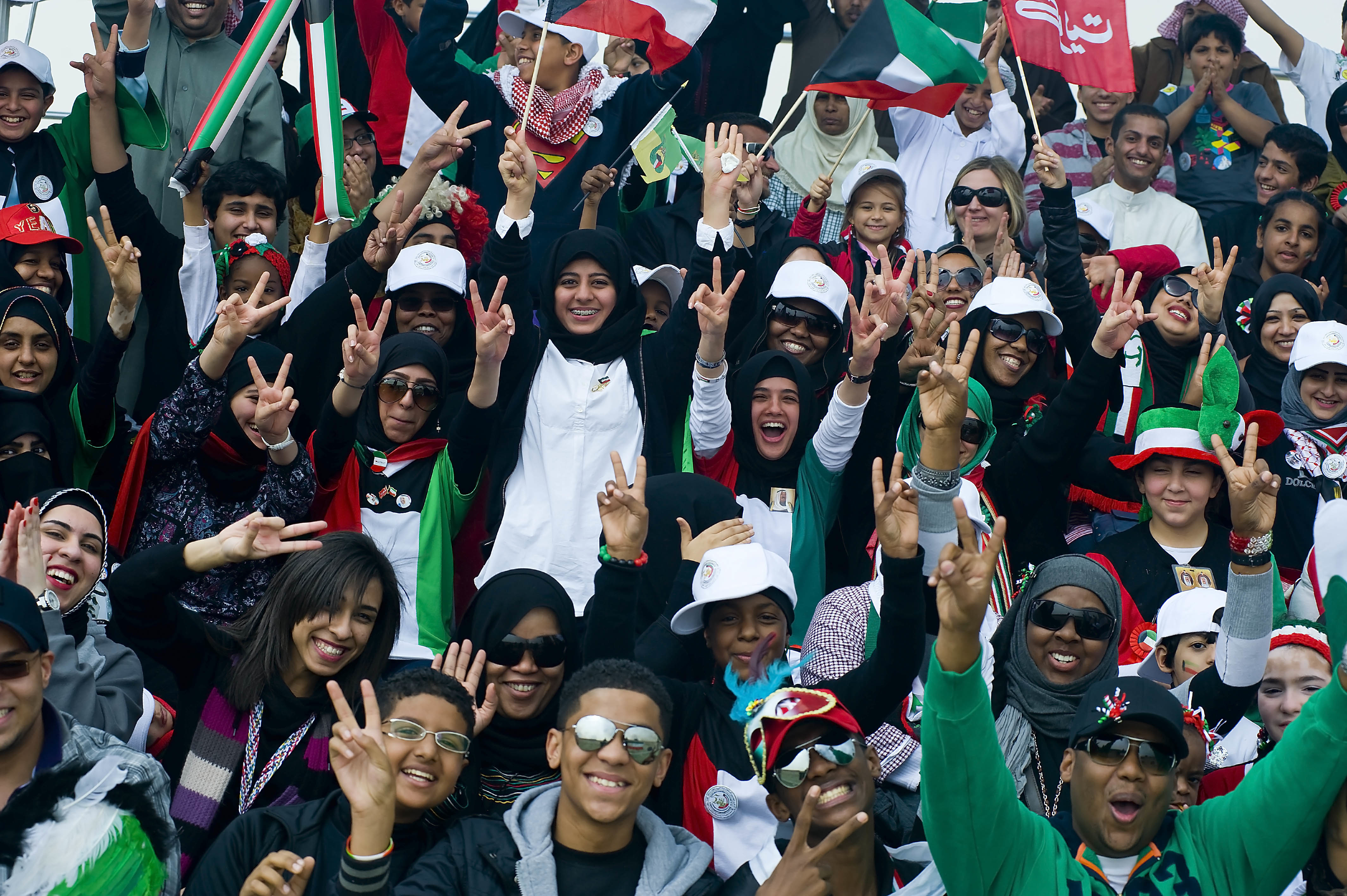
Thanh niên Kuwait kỷ niệm ngày độc lập và giải phóng Kuwait, 2011

Dân số Kuwait vào năm 2014 đạt 4,1 triệu, trong đó 1,2 triệu người là công dân Kuwait, 1,1 triệu người Ả Rập khác, 1,4 triệu ngoại kiều châu Á, và 76.698 người châu Phi. Ngoại kiều chiếm 70% tổng dân số, 60% tổng dân số Kuwait là người Ả Rập (bao gồm ngoại kiều Ả Rập). Người Ấn Độ và người Ai Cập là các cộng đồng ngoại kiều lớn nhất.
Xã hội Kuwait có đặc điểm là đa dạng và khoan dung. Đa số cư dân theo Hồi giáo Sunni, cùng một thiểu số đáng kể theo Hồi giáo Shia. Kuwait có một cộng đồng Cơ Đốc giáo bản địa, ước tính bao gồm 259-400 công dân Kuwait. Kuwait cùng Bahrain là hai quốc gia GCC có cộng đồng Cơ Đốc giáo bản địa có quyền công dân. Ngoài ra, còn có các công dân Kuwait theo Bahá'í. Kuwait còn có các cộng đồng ngoại kiều lớn tin theo Cơ Đốc giáo, Ấn Độ giáo, Phật giáo, Sikh giáo.
Ngôn ngữ chính thức của Kuwait là tiếng Ả Rập tiêu chuẩn hiện đại, song nó chỉ được sử dụng hàng ngày trong báo chí và giáo dục. Tiếng Ả Rập Kuwait là biến thể tiếng Ả Rập được sử dụng trong sinh hoạt thường nhật. Tiếng Anh được thông hiểu phổ biến và thường được sử dụng làm ngôn ngữ kinh doanh. Ngoài tiếng Anh, tiếng Pháp được dạy trong trường học làm ngôn ngữ thứ ba cho học sinh phân ban nhân văn trong các trường học, song chỉ học hai năm. Do lịch sử nhập cư, tiếng Ba Tư được sử dụng trong cộng đồng người Kuwait Ajam. Tiếng Ả Rập Kuwait tương đồng với phương ngôn của các khu vực duyên hải miền đông bán đảo Ả Rập. Do nhập cư và giao dịch, tiếng Ả Rập Kuwait vay mượn nhiều từ vựng từ tiếng Ba Tư, Ấn Độ, Thổ Nhĩ Kỳ, Anh.